# Стани (Старицький район)
Стани (рос. Станы) — присілок в Старицькому районі Тверської області Російської Федерації.
Населення становить 0 осіб. Входить до складу муніципального утворення сільське поселення Луковниково.

## Історія
Від 2005 року входить до складу муніципального утворення сільське поселення Луковниково. Раніше населений пункт належав до Бабинського сільського округу.

## Населення
| 2008 | 2010 |
| ---- | ---- |
| 0    | →0   |